# 永吉路 (臺北市)

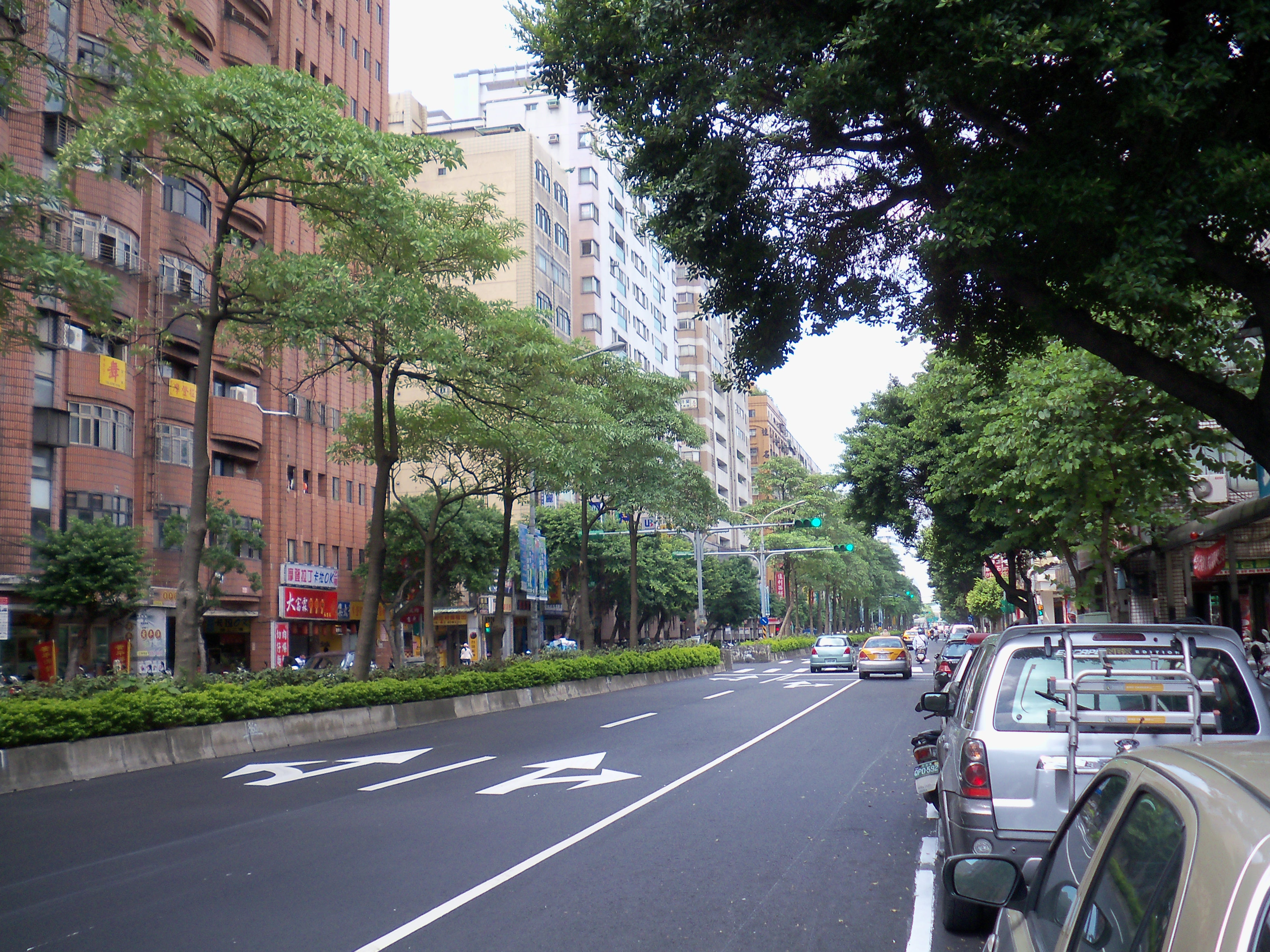
永吉路

永吉路，為臺北市信義區與南港區內的一條道路，與松隆路、松山路、松信路、中坡北路交接，本路無分段:p208。
- 起點：基隆路一段
- 終點：忠孝東路六段
- 通過路口：松隆路、松信路、虎林街、松山路、中坡北路

## 沿途重要地標設施
（由西至東）
- 吉祥道(17-19號)(建商預售屋，現已拆除)
- 和信永吉大樓
  - 中國信託銀行 永吉分行(18號)
- 臺北市政府消防局第二大隊永吉消防分隊(48號)
- 第一銀行 興雅分行(167號)
- 臺北永吉郵局(168號)
- 台北富邦銀行 永吉分行(199號)
- 臺北市政府警察局信義分局五分埔派出所(333號)

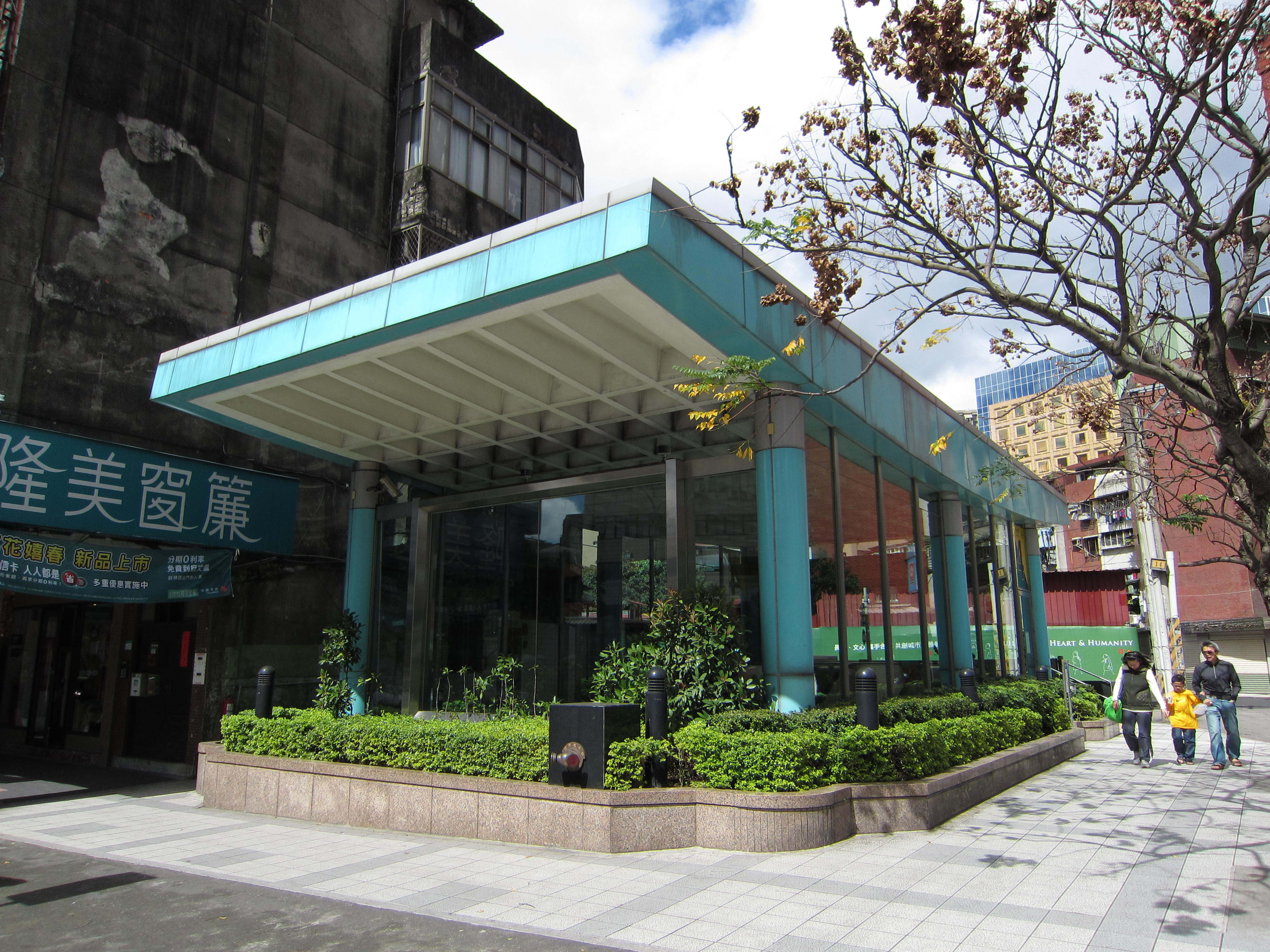
臺北捷運後山埤站4號出口。

- 華泰銀行 永吉分行(348號)
- 永豐銀行 永春分行(352號)
- 凱基銀行 松山分行(356號)
- 玉山銀行 松山分行(363號)
- 中華電信五分埔服務中心(521號)
- 自強公園
- 五分埔商圈
- 後山埤站4號出口